# Minh Tân, Hưng Hà
Minh Tân là một xã cũ thuộc huyện Hưng Hà, tỉnh Thái Bình, Việt Nam.
Xã có diện tích 6,47 km², dân số năm 2014 là 6960 người, mật độ dân số đạt 899 người/km².
Xã có 6 thôn: Phụng Công, Kiều trai, Tân Thái, Quang Trung, Thanh Nga, Phú Lạc.
Theo Nghị quyết số 1664/NQ-UBTVQH15 tháng 6 năm 2025, sáp nhập toàn tỉnh Thái Bình vào tỉnh Hưng Yên. Hợp nhất toàn bộ diện tích tự nhiên và dân số của 3 xã thuộc huyện Hưng Hà là Minh Tân, Độc Lập và Hồng An thành xã mới Lê Quý Đôn thuộc huyện Hưng Hà tỉnh Hưng Yên.